# Taco

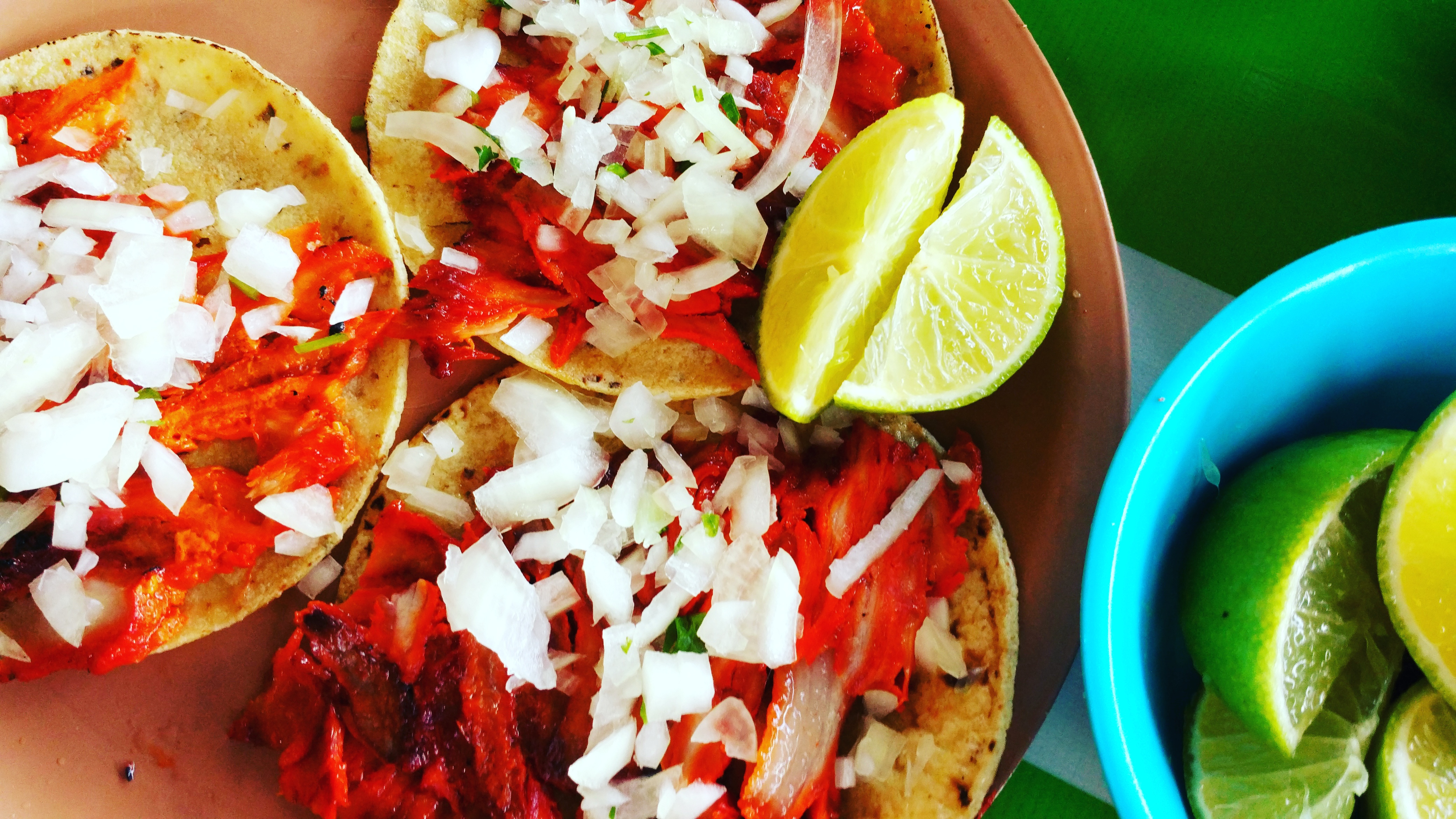
Mexikanische Tacos

Ein Taco ist ein Fast-Food-Gericht der mexikanischen Küche, das sich in ganz Nord- und Mittelamerika großer Beliebtheit erfreut. Es besteht aus einer Tortilla aus Weizen oder Mais, die mit zahlreichen Zutaten gefüllt werden kann. Meistens wird ein Taco mit einer scharfen Salsa serviert und aus der Hand gegessen.

## Herkunft
Der Begriff Taco stammt aus dem mexikanischen Spanisch und bedeutet Pfropfen oder Knäuel. Möglicherweise geht der Ausdruck auf mexikanische Bergleute des 18. Jahrhunderts zurück, die das in Papier eingewickelte Schießpulver zur Sprengung silberhaltigen Gesteins als Taco bezeichneten. Gefüllte Maismehl-Tortillas wurden unter anderen Bezeichnungen in der Region allerdings schon vor Ankunft der ersten Europäer konsumiert.

## Verbreitung

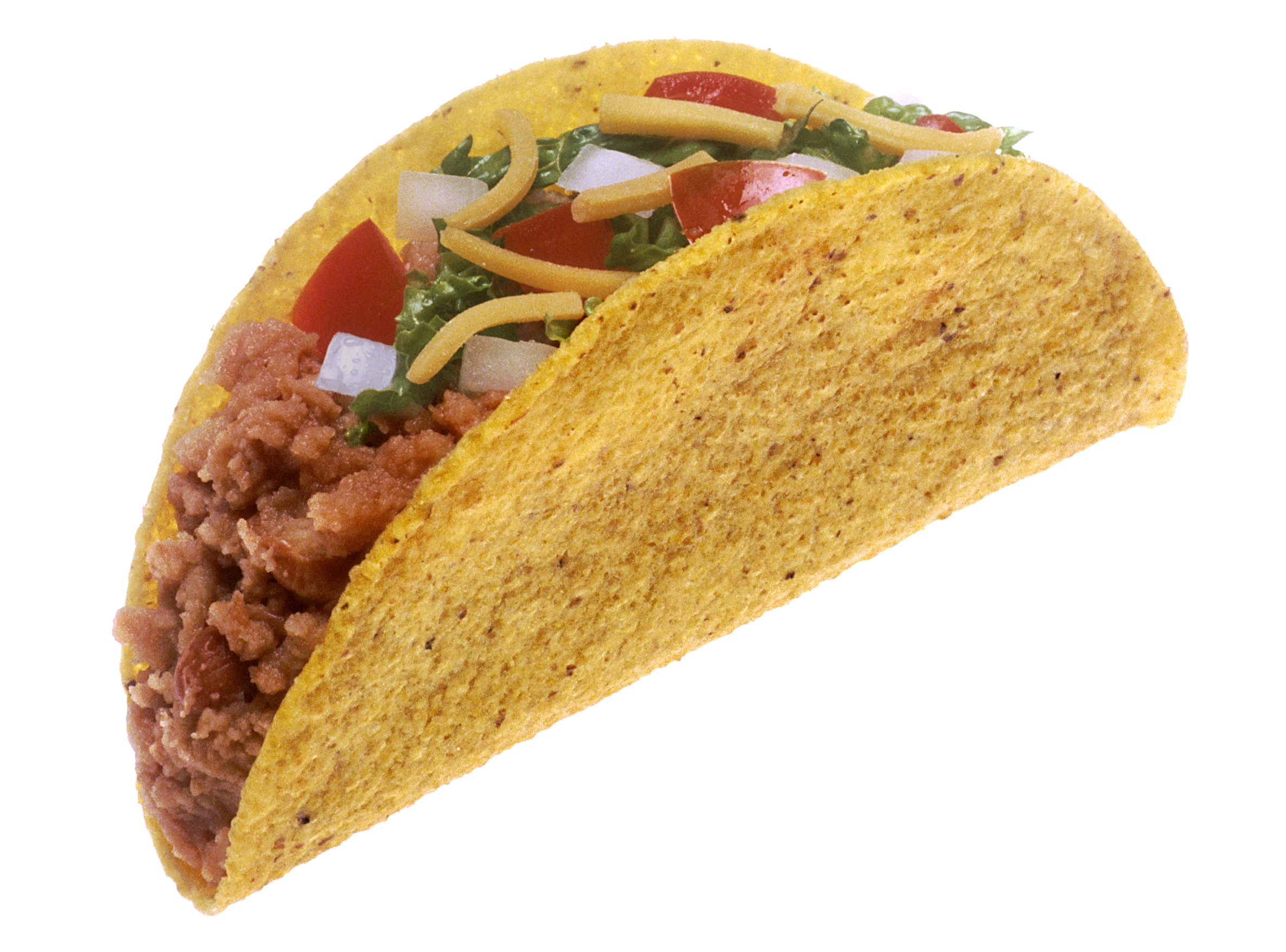
US-Taco mit harter Tortilla

In Mexiko wird als Taco eine zusammengeklappte oder eingerollte Tortilla bezeichnet, die mit verschiedenen Zutaten gefüllt wird. Meist besteht die Füllung aus einer Mischung von Fleisch und Gemüse, teilweise auch aus Fisch und Meeresfrüchten. Zusätzlich wird wie bei einer Quesadilla auch oft Käse in den Taco gefüllt. Eine typische Füllung ist etwa Bistec (Spanisch für Beefsteak), das nach dem Braten in kleine Stücke geschnitten wird und auch als Bistec con queso mit Käse im Taco gegessen wird. Eine andere typische Variante ist Taco al pastor, bei dem das Fleisch von einem Drehspieß geschnitten wird. Taco-Verkaufsstände, die Taquerias, prägen das typische mexikanische Stadtbild. Dort stehen meist auch mehrere Schüsseln mit Salsas und Limetten bereit.
In anderen Ländern Mittelamerikas wie Nicaragua und Honduras wird eine Maistortilla mit einer herzhaften Füllung aus Fleisch und Gemüse gefüllt, zusammengerollt, mit einem Spieß (beispielsweise Zahnstocher) fixiert und frittiert. Anschließend gibt man Krautsalat, saure Sahne und etwas Chilero (eine Salsa aus Essig, Zwiebeln, scharfen Chilis und Möhren) über den Taco.
Auch in den USA erfreuen sich Tacos großer Beliebtheit. Es gibt unter anderem eine Schnellrestaurantkette namens Taco Bell, die sich auf Tacos und Tex-Mex-Gerichte spezialisiert hat. Ein typisch US-amerikanischer Taco besteht aus einer weichen Weizentortilla (Soft-shell Taco) oder einer knusprigen Maistortilla (Hard-shell Taco), die beispielsweise mit gebratenem Hack, Salat, Zwiebeln, Tomaten und Käse (meist Cheddar) gefüllt wird. Je nach Bedarf kann ein Taco auch mit Sour Cream (Taco supreme) oder Chilisauce verfeinert werden. Es gibt auch andere Varianten, etwa vegetarische, mit gegrilltem Steak (Grilled Steak Taco) oder mit Huhn (Chicken Taco).